# بنزیل‌پنی‌سیلوئیل پلی‌لیزین
بنزیل‌پنی‌سیلوئیل پلی‌لیزین (انگلیسی: Benzylpenicilloyl polylysine) یک ماده است که  به عنوان یک تست پوستی پیش از تجویز پنی‌سیلین استفاده می‌شود. از آن برای تشخیص آنتی‌بادی‌های ایمونوگلوبولین E استفاده می‌شود. ساختار شیمیایی آن شامل گروه بنزیل‌پنی‌سیلوئیل متصل به پلیمری از L-لیزین است.